# Volturino
Volturino (Utrìnë in dialetto locale) è un comune italiano di 1 491 abitanti della provincia di Foggia in Puglia.

## Geografia fisica

### Territorio
Sorge a 735 metri di altitudine. Il suo territorio (esteso circa 6 300 ettari) si espande dai 250 metri di quota nella vallata verso Lucera fino a 874 metri sul livello del mare sulle cime al confine con il comune di Alberona.
Il borgo si trova in uno dei settori più alti dei monti della Daunia e quindi, in condizioni di ottima visibilità, presenta un ampio panorama che spazia sulla piana del Tavoliere dall'Adriatico alle isole Tremiti, al Gargano, al limite della Murgia barese fino al lontano monte Vulture in Basilicata.

### Clima
Essendo situato tra le zone più alte e settentrionali della Puglia, è tra i posti più freddi e continentali dell'intera regione.
La temperatura media annua è di circa 12°, scende spesso sotto gli 0° durante l'inverno, con frequenti gelate e numerose nevicate, mentre supera raramente i 30° in quelli estivi.
Caratteristici della zona sono i forti venti di favonio, scirocco e maestrale che presentano pochi ostacoli e s'incalano facilmente tra le vicine montagne.

## Origini del nome
Sorta a seguito della distruzione della vicina Montecorvino da parte del re normanno Ruggero II d'Altavilla, deriva il toponimo dal latino Volturinus, da voltur, "avvoltoio", posto anche alla base del nome locale vulture, con cui si designa il vento di libeccio, che spesso soffia nella zona.

## Storia

### Simboli
Il Comune ha un proprio stemma, un proprio gonfalone ed una propria bandiera. Lo stemma è stato concesso con decreto del presidente della Repubblica n. 2122 del 4 maggio 1983. 
Vi sono rappresentate tre torri che esistono ancora oggi ed abbracciano tutto il territorio volturinese: Capotorre, la torre di Tertiveri e quella di Pietra, resto della cattedrale di Montecorvino.
Il gonfalone è un drappo di bianco. La bandiera consiste in un drappo rettangolare di tessuto bianco con al centro una foglia di cerro di colore verde.

## Società

### Evoluzione demografica
Abitanti censiti

## Amministrazione
Di seguito è presentata una tabella relativa alle amministrazioni che si sono succedute in questo comune.
| Periodo        | Periodo        | Primo cittadino           | Partito                                                        | Carica  | Note  |
| -------------- | -------------- | ------------------------- | -------------------------------------------------------------- | ------- | ----- |
| 18 giugno 1985 | 10 giugno 1990 | Nicola De Mutiis          | Democrazia Cristiana                                           | Sindaco | [ 7 ] |
| 10 giugno 1990 | 24 aprile 1995 | Luigi Fandelli            | Partito Democratico della Sinistra, Partito Comunista Italiano | Sindaco | [ 7 ] |
| 24 aprile 1995 | 14 giugno 1999 | Armistizio Matteo Melillo | lista civica                                                   | Sindaco | [ 7 ] |
| 14 giugno 1999 | 14 giugno 2004 | Armistizio Matteo Melillo | lista civica                                                   | Sindaco | [ 7 ] |
| 14 giugno 2004 | 8 giugno 2009  | Donato Dotoli             | Popolari UDEUR                                                 | Sindaco | [ 7 ] |
| 8 giugno 2009  | 26 maggio 2014 | Donato Dotoli             | lista civica                                                   | Sindaco | [ 7 ] |
| 26 maggio 2014 | 27 maggio 2019 | Antonio Santacroce        | Partito Democratico                                            | Sindaco | [ 7 ] |
| 27 maggio 2019 | 10 giugno 2024 | Francesco Di Pasqua       | lista civica Vultur                                            | Sindaco |       |
| 10 Giugno 2024 |                | Giovanna Santacroce       | lista civica Cambiamo Volturino                                | Sindaco |       |